# Rodolfo Dávila
Rodolfo Dávila Cárdenas (ur. 10 marca 1929 w Saltillo; zm. 31 października 2002 tamże) – meksykański zapaśnik walczący w stylu wolnym. Olimpijczyk z Helsinek 1952, gdzie odpadł w eliminacjach w kategorii 52 kg.
Brązowy medalista igrzysk panamerykańskich w 1951 roku.

## Letnie Igrzyska Olimpijskie 1952
| Konkurencja            | Walki               | Walki       | Walki                | Klas. końcowa |
| Konkurencja            | Pierwsza runda      | Druga runda | Trzecia runda        | Miejsce       |
| ---------------------- | ------------------- | ----------- | -------------------- | ------------- |
| styl wolny, waga musza | Louis Baise (RSA) P | wolny los   | Yūshū Kitano (JPN) P | trzecia runda |